# 邁扎斯河
邁扎斯河是俄羅斯的河流，屬於塔拉河的右支流，由新西伯利亞州負責管轄，河道全長168公里，流域面積1,490平方公里，發源自瓦休甘沼澤，河水主要來自雨水和融雪，每年十月至翌年四月結冰。